# 트리아토마아과
트리아토마아과(Triatominae)는 흡혈성 침노린재과가 속하는 아과이다. 6족 18속으로 이루어져 있다. 키싱버그, 뱀파이어버그, 벤추카, 빈추카 등으로 불리며 샤가스병의 매개원이다. 아메리카 대륙(미국 남부 ~ 아르헨티나 북부)에 서식한다.

## 사진

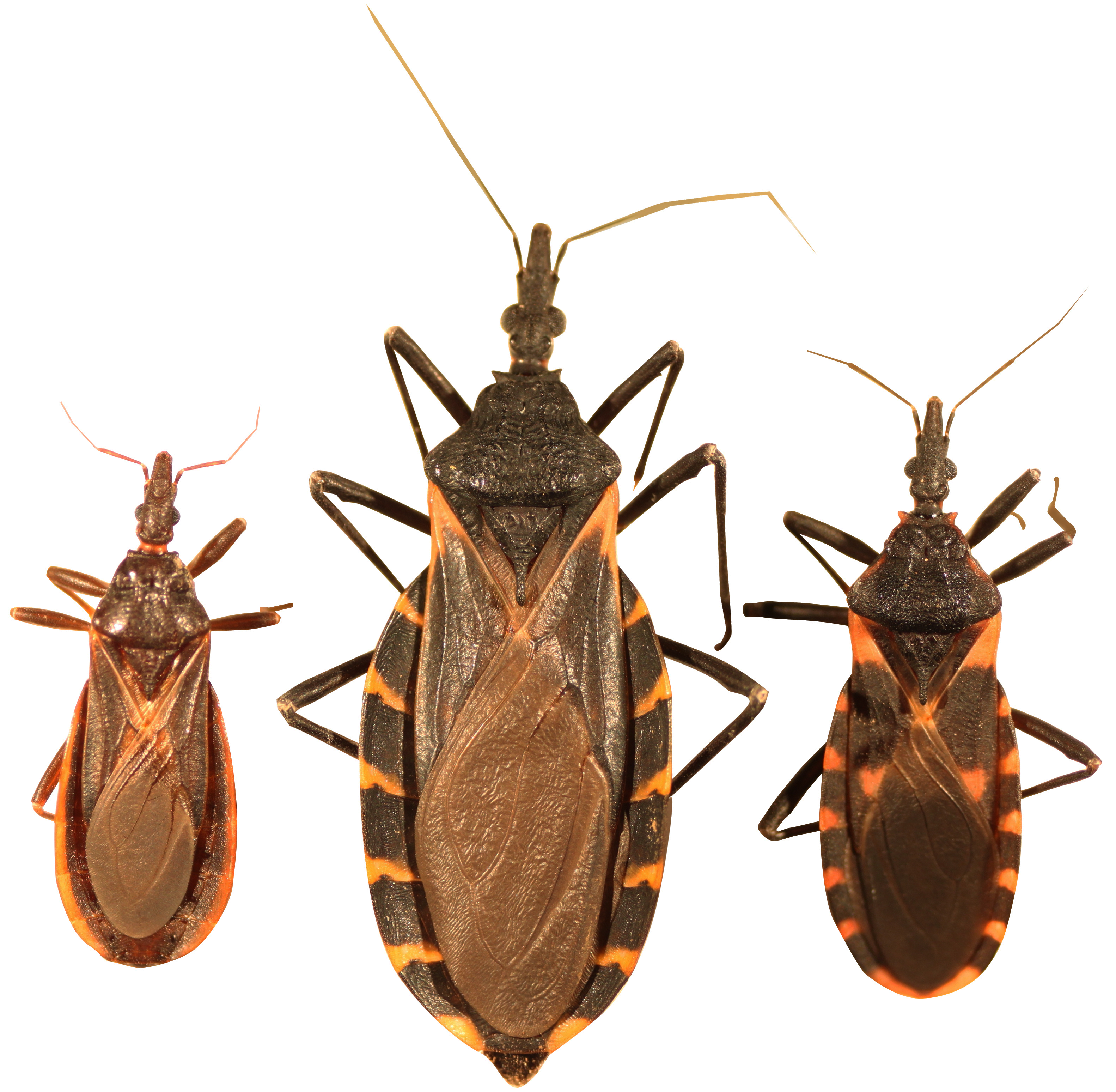
왼쪽부터 Triatoma protracta, Triatoma gerstaeckeri, Triatoma sanguisuga
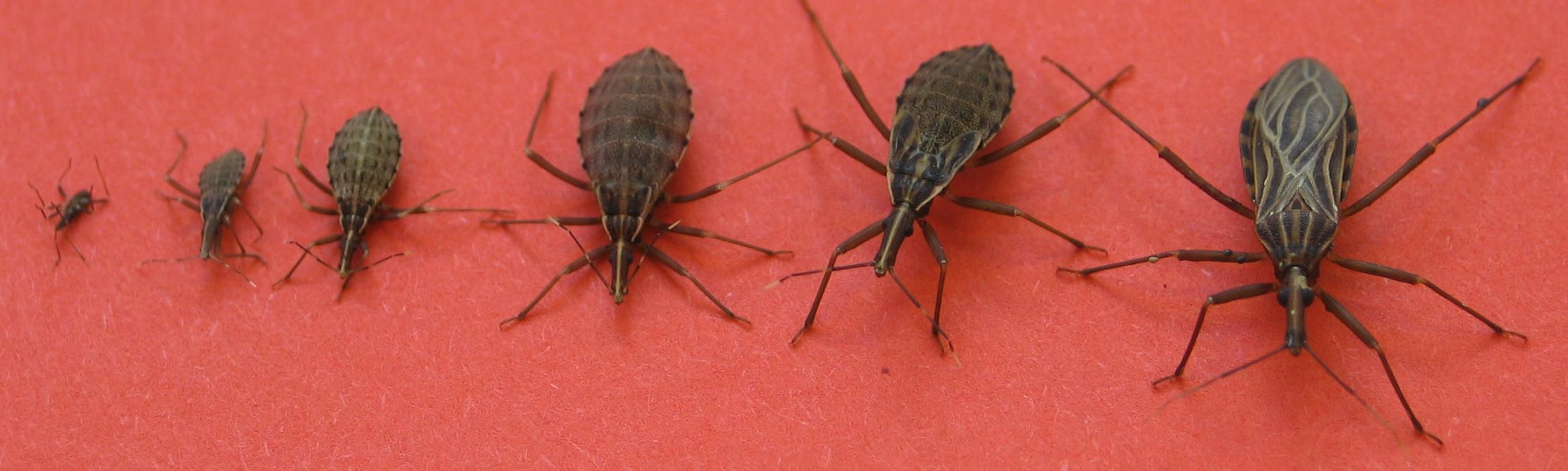
Rhodnius prolixus 애벌레와 성충

## 같이 보기
- 흡혈동물